# Gnaeus Cornelius Lentulus Batiatus
Gnaeus Cornelius Lentulus Batiatus (oder Vatia) war ein Gladiatorenmeister (lanista) und der Besitzer einer Gladiatorenschule in Capua. 
Aus seiner Schule brachen aufgrund der schlechten Lebensbedingungen 73 v. Chr. Spartacus und über 70 weitere Gladiatoren aus, die Zahlen variieren in den Quellen. Daraus entwickelte sich der Spartacusaufstand, der bedeutendste Sklavenaufstand der römischen Geschichte.
Auf Friedrich Münzer geht die plausible Vermutung zurück, dass dieser Lentulus Batiatus, da das Cognomen Batiatus sonst nicht vorkommt, identisch ist mit dem bei Cicero (Epistulae ad Quintum Fratrem 2, 3, 5) erwähnten Gnaeus Lentulus Vatia. Dazu passt, dass Orosius (Historiae adversum Paganos 5, 24) den Besitzer der Gladiatorenschule Gnaeus Lentulus nennt. Batiatus ist eine bei dem griechisch schreibenden Plutarch erklärliche verderbte Form von Vatia. Danach war er ein Lentulus, adoptiert von einem Vatia, oder ein Vatia, adoptiert durch einen Lentulus.

## Lentulus Batiatus als Filmrolle
Obwohl die antiken Quellen ihn nur erwähnen und sonst nichts über ihn aussagen, spielt Lentulus Batiatus in den meisten Verfilmungen der Geschichte von Spartacus eine prominente Rolle. In Stanley Kubricks Historienfilm Spartacus wurden die historisch rekonstruierbaren Fakten stark ausgeschmückt und abgeändert. Peter Ustinov erhielt für seine Darstellung des Batiatus in diesem Film 1961 den Oscar als bester Nebendarsteller. In dem US-Fernsehfilm von 2004 wurde Lentulus von Ian McNeice verkörpert. In der Fernsehserie Spartacus wird er von John Hannah gespielt, heißt hier allerdings Quintus Lentulus Batiatus.